# Alconeura quadrimaculata
Alconeura quadrimaculata är en insektsart som beskrevs av Lawson 1930. Alconeura quadrimaculata ingår i släktet Alconeura och familjen dvärgstritar. Inga underarter finns listade i Catalogue of Life.